# Escots
Escots ist eine französische Gemeinde mit 44 Einwohnern (Stand 1. Januar 2022) im Département Hautes-Pyrénées in der Region Okzitanien (vor 2016: Midi-Pyrénées). Sie gehört zum Arrondissement Bagnères-de-Bigorre und zum Kanton La Vallée de l’Arros et des Baïses.
Die Einwohner werden Escotois und Escotoises genannt.

## Geographie
Die Gemeinde Escots liegt in den Pyrenäen, circa neun Kilometer östlich von Bagnères-de-Bigorre in der historischen Vizegrafschaft Nébouzan.
Umgeben wird Escots von den sieben Nachbargemeinden:
| Esconnets   | Bourg-de-Bigorre                            | Sarlabous |
| Fréchendets | Kompassrose, die auf Nachbargemeinden zeigt | Batsère   |
|             | Asque                                       | Bulan     |

## Einwohnerentwicklung
Nach Beginn der Aufzeichnungen stieg die Einwohnerzahl bis zur Mitte des 19. Jahrhunderts auf einen Höchststand von rund 325. In der Folgezeit sank die Größe der Gemeinde bei kurzen Erholungsphasen bis zur ersten Dekade des 21. Jahrhunderts auf einen Tiefststand von rund 25, bevor eine Wachstumsphase einsetzte.
| Jahr      | 1962 | 1968 | 1975 | 1982 | 1990 | 1999 | 2006 | 2011 | 2022 |
| --------- | ---- | ---- | ---- | ---- | ---- | ---- | ---- | ---- | ---- |
| Einwohner | 76   | 71   | 62   | 50   | 40   | 36   | 31   | 24   | 44   |

## Sehenswürdigkeiten
- Die Pfarrkirche Saint-Pierre-aux-Liens ist Sankt Peter in Ketten aus der Apostelgeschichte des Lukas geweiht. Das heutige Gebäude wurde 1878 errichtet und bewahrte eine Apsis, deren Stützpfeiler älteren Datums sind. Der Glockenturm stürzte bei einem Sturm im Jahre 1947 ein und wurde 1997 neu gebaut.[4]

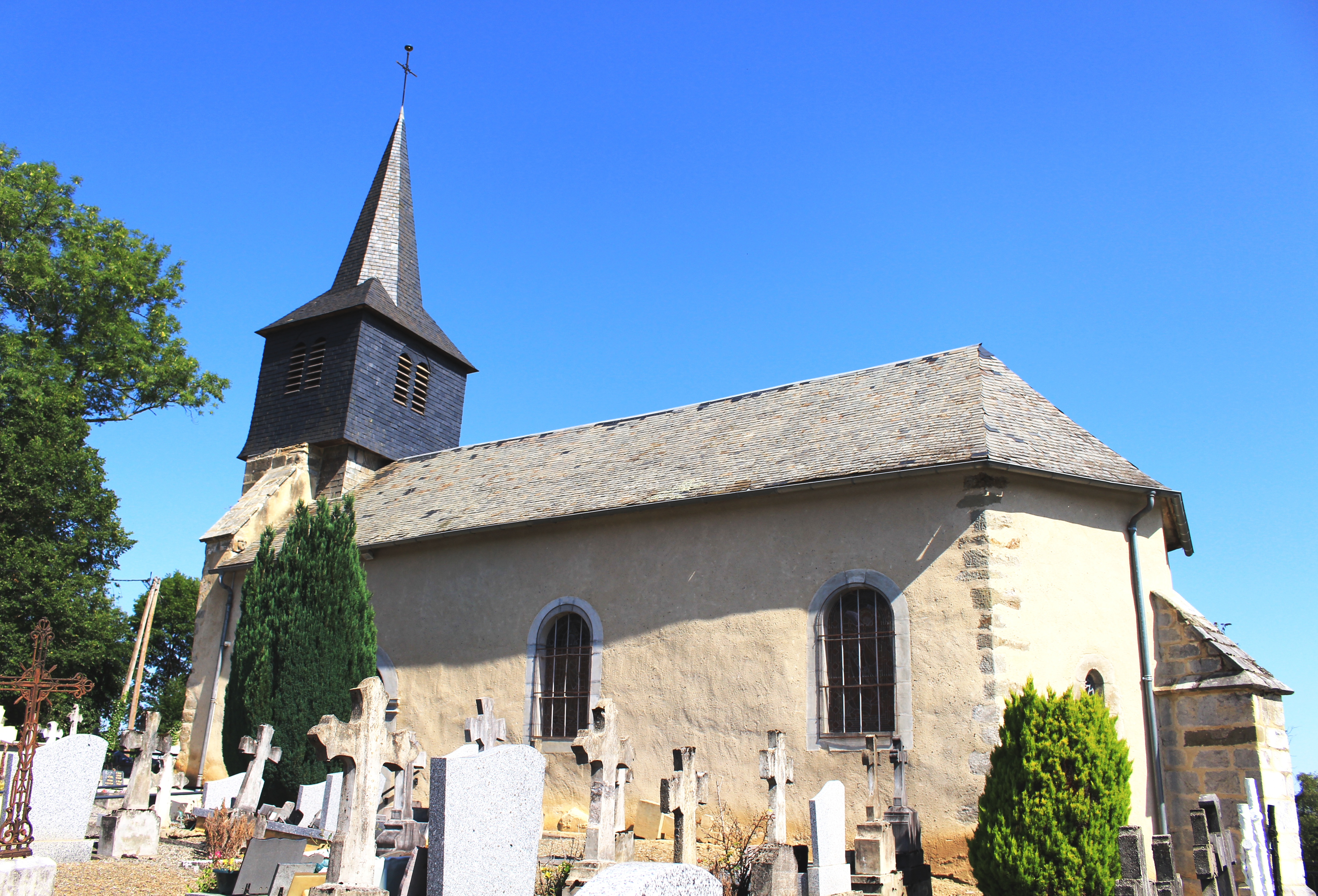
Kirche Saint-Pierre-aux-Liens
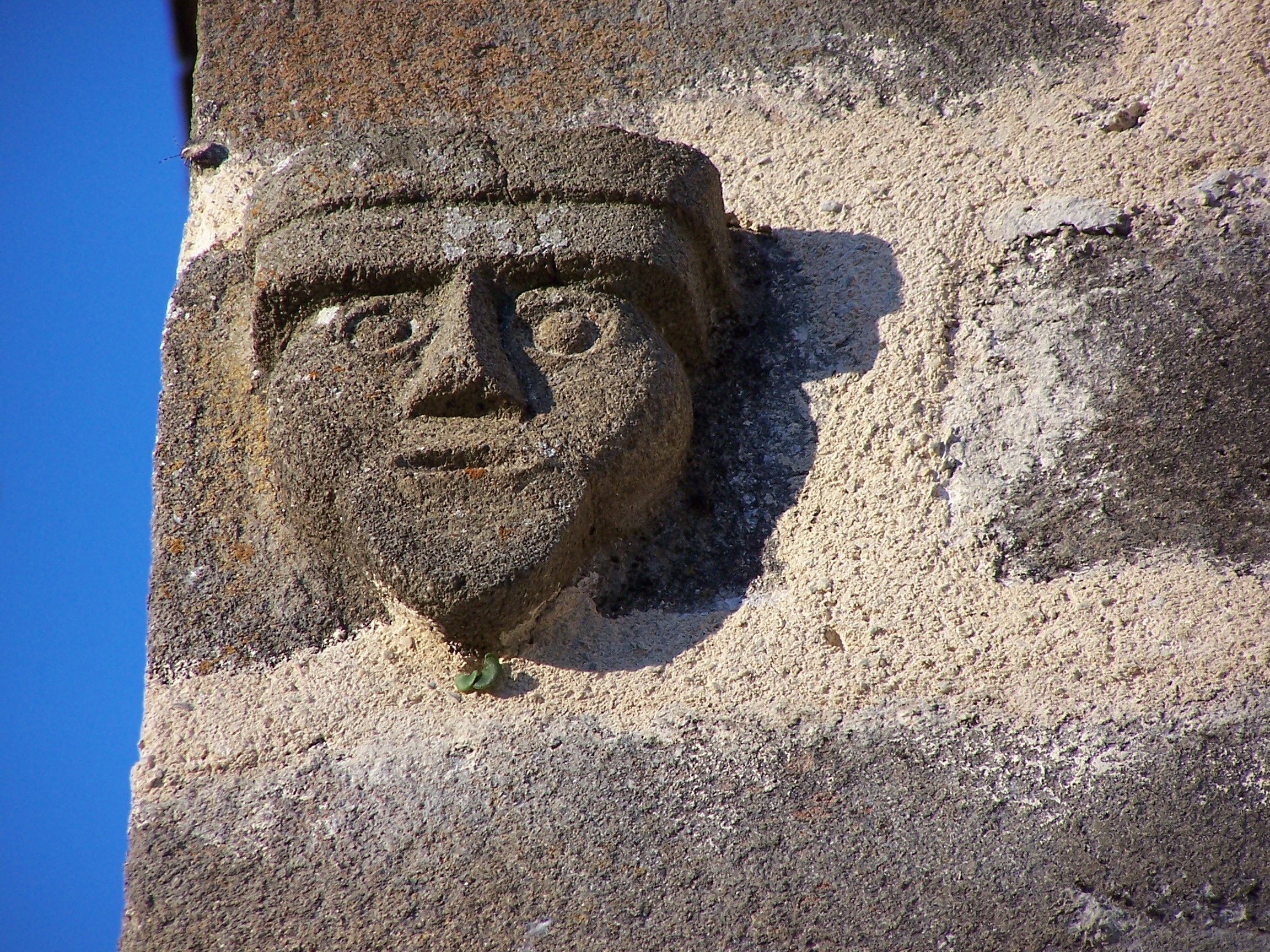
Detailansicht des Glockenturms der Pfarrkirche

## Wirtschaft und Infrastruktur
Escots liegt in den Zonen AOC der Schweinerasse Porc noir de Bigorre und des Schinkens Jambon noir de Bigorre.

### Sport und Freizeit
Der regionale Fernwanderweg GR de Pays Tour des Baronnies de Bigorre verläuft parallel zum GR 78 und führt durch das Zentrum der Gemeinde.

### Verkehr
Escots wird von den Routes départementales 26 und 326 durchquert.